# Hoegi-dong
Hoegi-dong (회기동) ist ein Stadtteil im Seouler Stadtbezirk Dongdaemun. Er umfasst insbesondere den Campus der Kyung-Hee-Universität sowie den zwischen Hongneung und Imun-ro liegenden Teil der Hoegi-ro. Die Einwohnerzahl beträgt 10.399 (Stand: Mai 2021).

## Universitäten
- Kyung-Hee-Universität
- Hankuk University of Foreign Studies

## Krankenhäuser

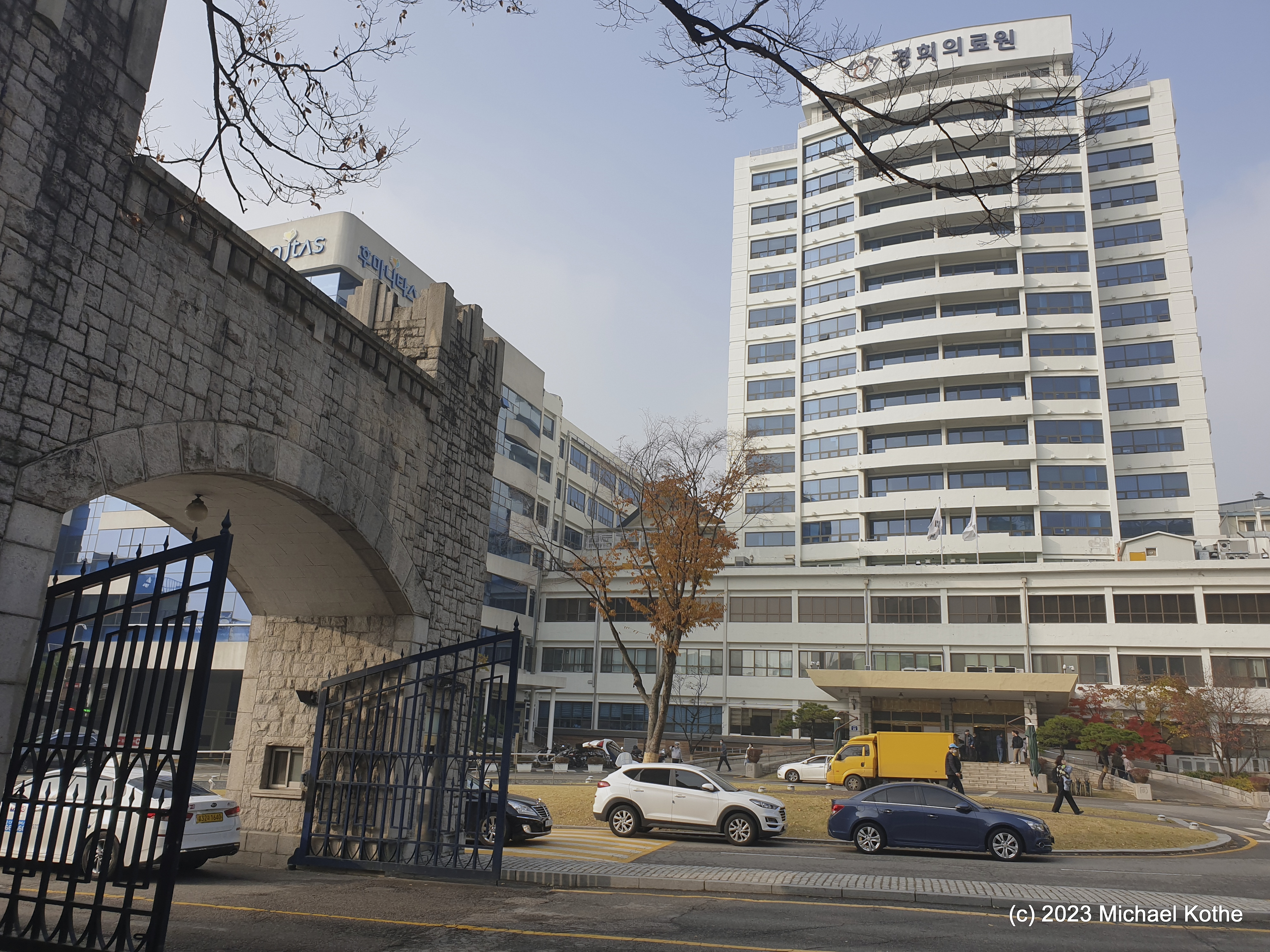
Kyunghee University Hospital mit Eingangstor zur Kyung Hee Universität

- Kyung Hee University Medical Center

## Gebäude in Hoegi-dong

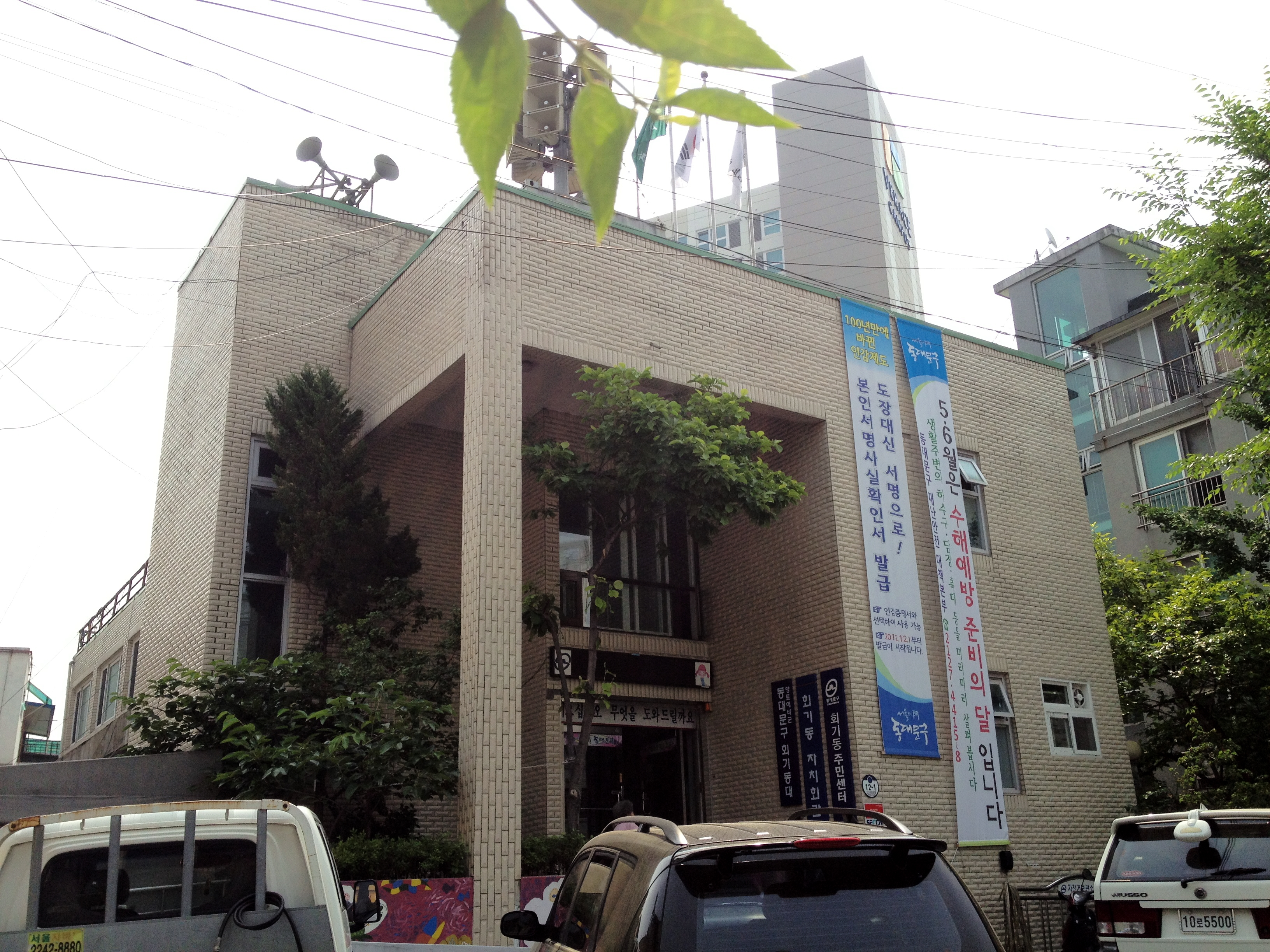
Dongdaemun Hoegi-dong Community Service Center
Campus der Kyung-Hee-Universität
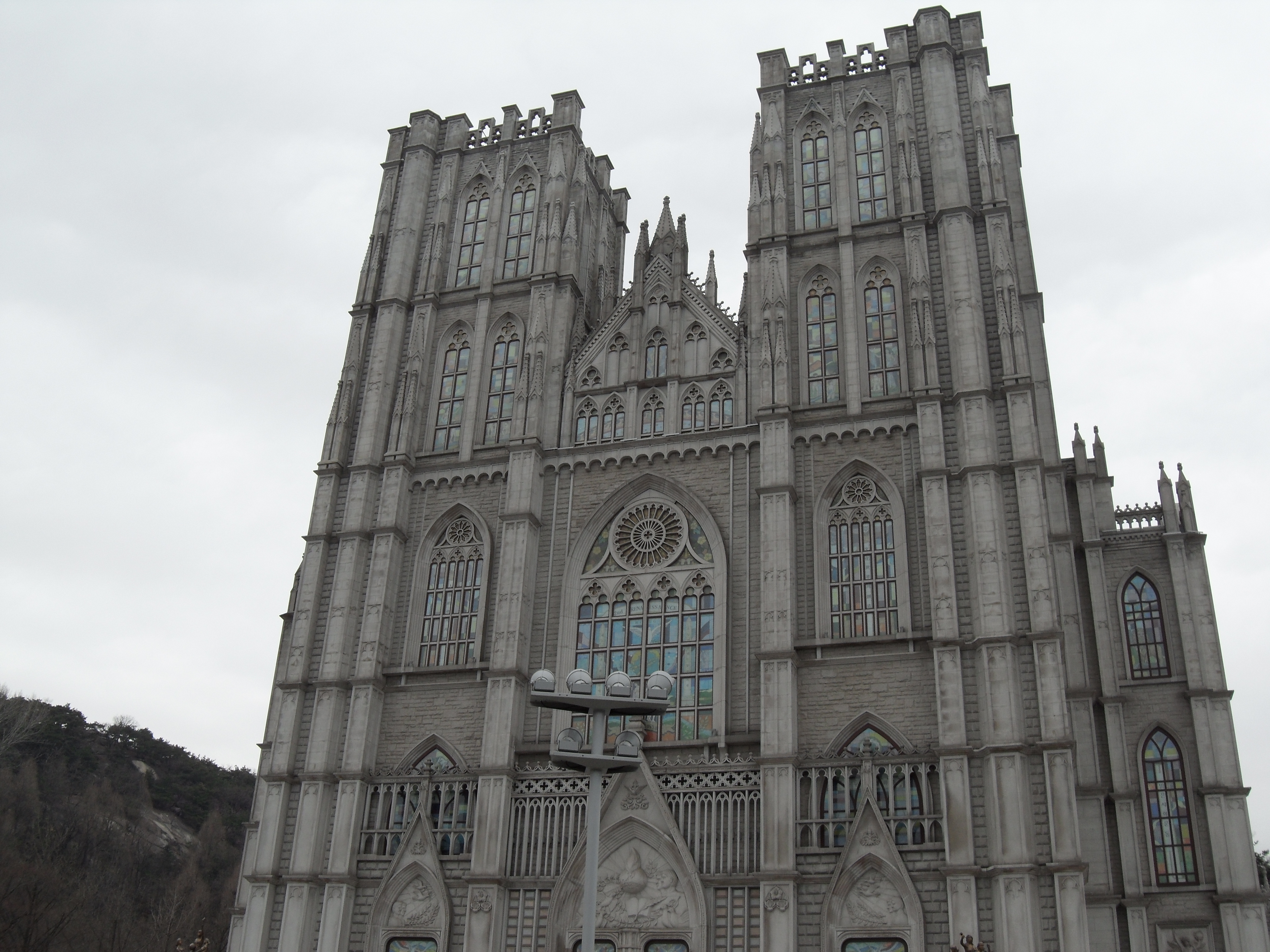
Großer Hörsaal
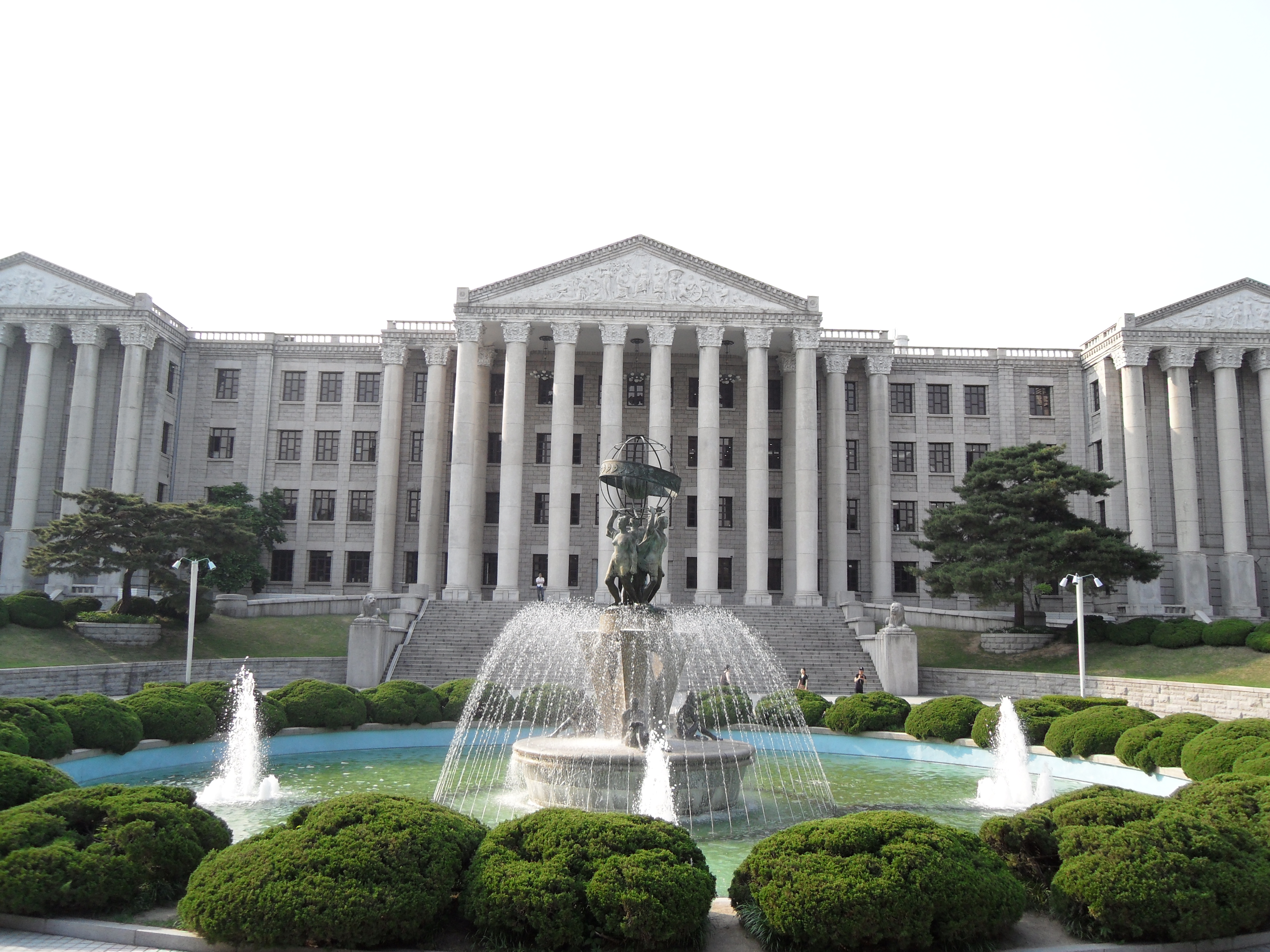
Universitätsverwaltung
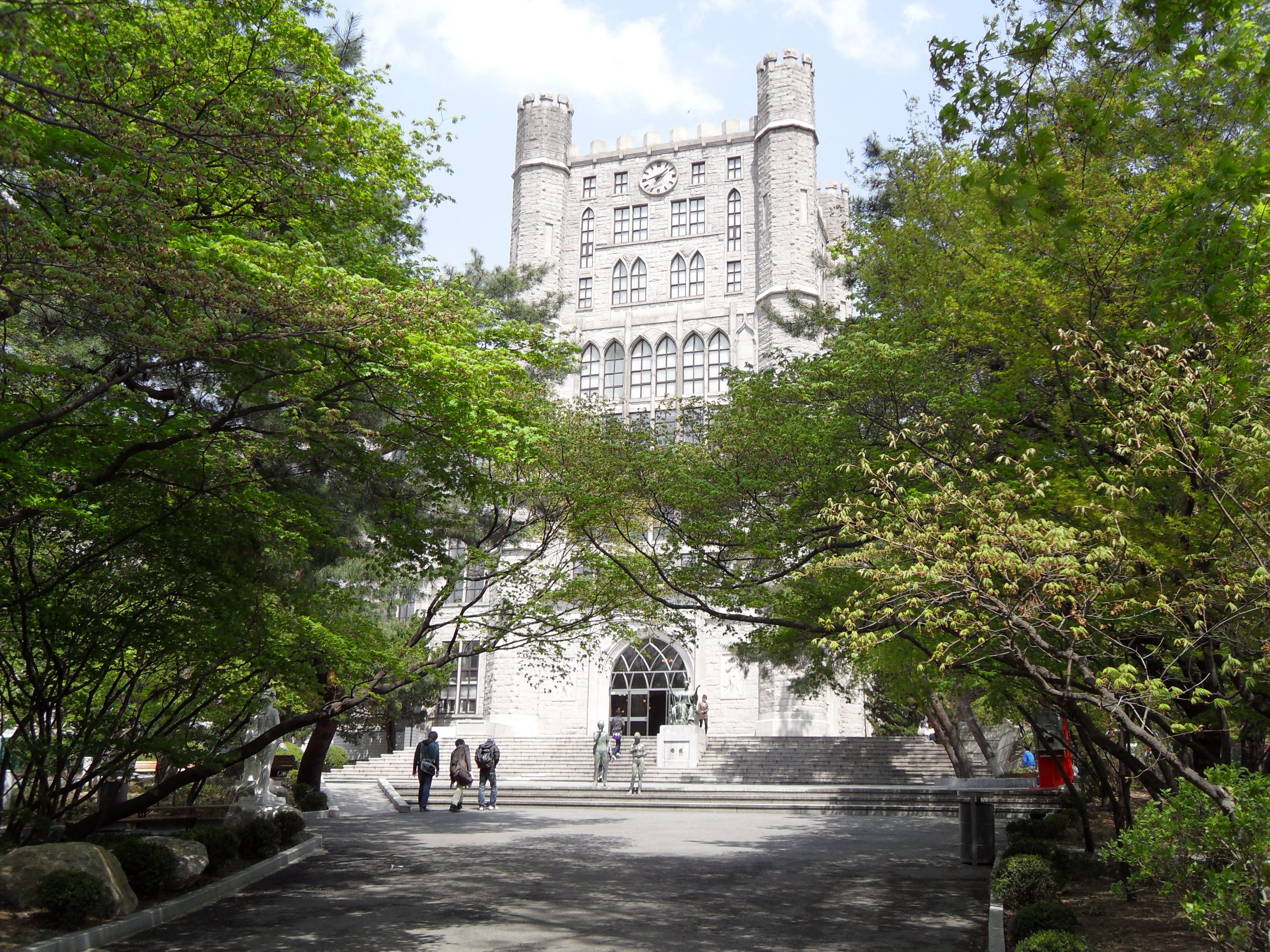
Universitätsbibliothek